# Grand Colombier (eiland)
Grand Colombier is een klein onbewoond eilandje in het Franse overzeese gebied Saint-Pierre en Miquelon, gelegen voor de kust van het eiland Saint-Pierre in de Atlantische Oceaan. Het eiland beslaat een oppervlakte van ongeveer 0,4 km2.
Het eiland biedt voornamelijk een rustplaats voor vogels.

## Geografie
Grand Colombier is 1.356 meter breed en 310 tot 550 meter lang. De hoogte van het eiland varieert tussen de 0 en 149 meter. Samen met Petit Colombier, Île aux Pigeons, Île aux Vainqueurs en Île aux Marins, maakt Grand Colombier deel uit van een kleine eilandengroep rond Saint-Pierre.

## Geschiedenis
Het eiland werd voor de eerste keer vermeld en beschreven in 1544 door de Franse zeevaarder en ontdekkingsreiziger Jean Alfonse: "Et du cap de Ratz jusques aux isles de sainct Pierre y a quarente lieues. Et si vous voullez aller par le destroict des Bretons, passerez a bort du Coulombier, de quelque couste que vous vouldrez. Ce Colombier est vng islet, et est dict Colombier parce qu'il y a forces oyseaulx."
In de jaren '30 deed de Zwitserse geoloog Edgar Aubert de la Rüe onderzoek naar de ijzermineralen die zich op het eiland bevinden.